# Anthony River
Der Anthony River ist ein Fluss im Nordwesten des australischen Bundesstaates Tasmanien.

## Geografie

### Flusslauf
Der Fluss entspringt im Lake Huntley westlich des Cradle-Mountain-Lake-St.-Clair-Nationalparks und fließt nach Norden durch den Lake Rolleston und den Lake Plimsoll. An dessen Nordende wendet er seinen Lauf nach Nordosten und mündet rund zweieinhalb Kilometer nördlich der Whitecliff Hills, ebenfalls westlich des Nationalparks, mündet er in den Lake Murchison und damit in den Murchison River.

### Nebenflüsse mit Mündungshöhen
- Quinn Creek – 325 m[2]

### Durchflossene Seen und Stauseen
- Lake Huntley – 719 m
- Lake Rolleston – 559 m
- Lake Plimsoll – 517 m
- Lake Murchison – 222 m[1][2]